# Jack Canfield
Jack Canfield (1944. augusztus 19. –) amerikai író, motivációs előadó  és vállalkozó. Több sikeres könyv szerzője; társszerzője a Chicken Soup for the Soul (Erőleves a léleknek) című sorozatnak, amely több mint 40 nyelven jelent meg.

## Magyarul megjelent művei
- Jack Canfield–Mark Victor Hansen: Merj nyerni!; ford. Meskó Krisztina; Bagolyvár, Bp., 2005
- Jack Canfield–Janet Switzer: A siker alapelvei. Hogyan jussunk el onnan, ahol tartunk oda, ahol tartani szeretnénk?; ford. Molnár Edit; Édesvíz, Bp., 2009 (A titok tanítóinak könyvtára)
- Jack Canfield–D. D. Watkins: Élj a vonzás törvénye szerint!; ford. Molnár Edit; Édesvíz, Bp., 2010 (A titok tanítóinak könyvtára)
- Jack Canfield–Mark Victor Hansen–Bill Hyman: Erőleves a hálózatépítő léleknek. Erőt adó és lélekemelő történetek; ford. Hegedűs Péter; Bagolyvár, Bp., 2012
- Jack Canfield–Mark Victor Hansen–Les Hewitt: Az összpontosítás hatalma. Amit a világ legelismertebb emberei tudnak a pénzügyi függetlenségről és a sikerről; ford. Kozma Gyula; Édesvíz, Bp., 2012 (A titok tanítóinak könyvtára)
- Jack Canfield–William Gladstone: Az aranymotorosok klubja. Változtassuk meg együtt a világot!; ford. Szigethy-Mallász Rita; Athenaeum, Bp., 2012
- A siker alapelvei. Valósítsd meg álmaid, és érd el a kitűzött célokat; ford. Molnár Edit; bőv. kiad.; Édesvíz, Bp., 2019
- Jack Canfield–Brandon Hall–Janet Switzer: A siker alapelvei a gyakorlatban. Ne csak álmodozz a sikerről! Érd el kitűzött céljaidat!; ford. Molnár Edit; Édesvíz, Bp., 2020

### Szerkesztések, válogatások
- Erőleves a léleknek. 101 erőt adó és lélekemelő történet; szerk. Jack Canfield, Mark Victor Hansen; ford. Komáromyné Várady Ágnes; Bagolyvár, Bp., 1996
- Erőleves a léleknek. 2. porció. További 101 erőt adó és lélekemelő történet; vál. Jack Canfield, Mark Victor Hansen; ford. Komáromyné Várady Ágnes; Bagolyvár, Bp., 1997
- Erőleves a léleknek. 3. porció. További 101 erőt adó és lélekemelő történet; vál. Jack Canfield, Mark Victor Hansen; ford. Komáromyné Várady Ágnes; Bagolyvár, Bp., 1997
- Erőleves a léleknek. 4. porció. További 101 erőt adó és lélekemelő történet; vál. Jack Canfield et al.; ford. Meskó Krisztina; Bagolyvár, Bp., 1999
- Erőleves a léleknek. 5. porció. További 101 erőt adó és lélekemelő történet; vál. Jack Canfield, Mark Victor Hansen; ford. Meskó Krisztina; Bagolyvár, Bp., 1999
- Erőleves a dolgozó léleknek. 101 munkahelyi történet bátorságról, együttérzésről és kreativitásról; vál. Jack Canfield et al.; ford. Meskó Krisztina; Bagolyvár, Bp., 2001
- Erőleves a léleknek. 6. porció. További 101 erőt adó és lélekemelő történet; vál. Jack Canfield, Mark Victor Hansen; ford. Németi Anita; Bagolyvár, Bp., 2002
- Megható karácsonyi történetek; szerk. Jack Canfield, Mark Victor Hansen; ford. Villányi György; Novella, Bp., 2002
- Megható tinitörténetek; összeáll. Jack Canfield, Mark Victor Hansen, Kimberly Kirberger; ford. Villányi György; Novella, Bp., 2003
- Az Aladdin faktor, 1-2.; vál. Jack Canfield, Mark Victor Hansen; ford. Meskó Krisztina; Bagolyvár, Bp., 2005
- Erőleves a léleknek. 101 erőt adó és lélekemelő történet; szerk. Jack Canfield, Mark Victor Hansen; ford. Komáromyné Várady Ágnes; 2. átszerk. kiad; Bagolyvár, Bp., 2010
- Erőleves a léleknek. 2. porció. További 101 erőt adó és lélekemelő történet; szerk. Jack Canfield, Mark Victor Hansen; ford. Komáromyné Várady Ágnes; 2. átszerk. kiad; Bagolyvár, Bp., 2010
- Erőleves a léleknek. 3. porció. További 101 erőt adó és lélekemelő történet; szerk. Jack Canfield, Mark Victor Hansen; ford. Komáromyné Várady Ágnes; 2. átszerk. kiad; Bagolyvár, Bp., 2010